# Münchenbuchsee
Münchenbuchsee est une commune suisse du canton de Berne, située dans l'arrondissement administratif de Berne-Mittelland.

## Géographie
Münchenbuchsee se trouve à environ 10 km au nord-ouest de la ville de Berne, à 554 m d'altitude.
La commune, dont le territoire s'étend sur 8,8 km2, est située sur le versant sud de la vallée du Moossee. Elle comprend le village de Münchenbuchsee, deux zones résidentielles et artisanales (le quartier de l'Allmend, créé à partir de 1953 après des défrichements à la limite entre Münchenbuchsee et Zollikofen et le quartier de Waldegg, formé dans les années 1960 à proximité du village), de nouveaux quartiers qui se sont développés à partir de 1965 depuis le village vers les frontières communales (Neumatt, Weier, Laubberg, Riedli) et la localité de Hofwil.
En 2009, la commune comptait 38,7 % de surfaces agricoles, 33,8 % de surfaces d'habitat et d'infrastructures, 27,1 % de surfaces boisées et 0,3 % de surfaces improductives.
Les communes limitrophes sont Deisswil bei Münchenbuchsee, Wiggiswil, Moosseedorf, Zollikofen, Kirchlindach, Diemerswil, Schüpfen et Rapperswil.

## Toponymie
La plus ancienne occurrence du toponyme, Buhse, date de 1180. Il connaît par la suite plusieurs variations : Buxe (1185), Boxe (1192), Buxse (1219), Buchse (1237), Buhsa (1246), Buchze (1257), Buchs (1299), Buͦchsi (1339).
Le nom de la commune remonte au terme latin buxus (buis). À partir du milieu du XIVe siècle, on y ajoute le préfixe München (moine en moyen haut allemand), en raison de l'ancienne commanderie des chevaliers de l'ordre de Saint-Jean, pour la distinguer de l'actuelle commune de Herzogenbuchsee. Plus tard, comme Buchse n'était plus compris, il a été modifié en -buchsee par analogie avec le mot See (lac).
Münchenbuchsee signifie donc le buis des moines.

### Héraldique
| Blason | Blasonnement : De gueules, à la bande d'argent chargée de neuf (3, 3, 3) feuilles de buis de sinople (trad.) |

Les armoiries sont celles des anciens seigneurs de Buchsee. Elles sont utilisées par la commune depuis le XIXe s.

Photo aérienne prise à 200 m par Walter Mittelholzer (1924).

## Démographie
Münchenbuchsee compte 10 155 habitants (état le 31 décembre 2020). Au 31 décembre 2008, sa densité de population s'élevait à 1 159,3 hab./km2.
Le graphique ci-après montre l'évolution de la population depuis 1764. Celle-ci a a connu une croissance rapide à partir de 1965.
En 2018, la commune comptait 18,3 % d'étrangers.
En 2000, 88,9 % de la population indiquait l'allemand comme langue principale, 2 % l'italien, 1,5 % le français, 1,1 % l'albanais et 1 % le serbo-croate.
Le taux de chômage s'élevait en moyenne à 1,8 % sur l'année 2020 et 3,8 % des résidents bénéficiaient de l'aide sociale en 2018.

## Politique
Münchenbuchsee est gouverné par un Grand Conseil communal (Grosser Gemeinderat) de 40 membres (législatif) depuis 1974, et par un Conseil communal (Gemeinderat) de 7 membres (exécutif).
Une association de communes regroupant Münchenbuchsee, Moosseedorf, Deisswil bei Münchenbuchsee, Diemerswil et Wiggiswil règle les tâches régionales telles que l'assistance sociale, les tutelles et l'établissement médico-social de Weiermatt. Pour la protection civile, la police, la défense contre l'incendie et les exploitations techniques, Münchenbuchsee est rattaché depuis 2004 avec 33 autres communes au centre régional de compétences d'Ostermundigen.
Depuis le 29 novembre 2020, le Grand Conseil communal est composé de 15 UDC , 12 PS, 6 Verts, 3 PLR, 3 PEV et 1 UDF et le Conseil communal de 3 UDC, dont le président, 2 PS, 1 Verts et 1 PEV .
Lors de l'élection de 2019 au Conseil national, l'UDC a obtenu 26,5 % des voix, le PS 19 %, le PLR 8,2 %, les Verts 12,3 %, les Vert'libéraux 11 %, le PBD 8,7 %, le PEV 6,2 %, le PDC 2,2 % et l'UDF 1,3 %,.

### Jumelages[17]
- Milevsko (Tchéquie)
- Landiswil (Berne)

## Économie
Au 31 décembre 2017, la commune comptait près de 5 500 emplois et moins de 0,5 % de sa population active travaillait encore dans le secteur primaire. Près de 20 % des actifs travaillent dans le secteur secondaire, tandis que le secteur tertiaire (services) rassemble plus de 80 % de la main-d’œuvre.
Elle compte des entreprises dans les domaines de la construction de machines, de l'industrie du bâtiment, des constructions métalliques, des verres isolants et matières synthétiques, de l'industrie et du commerce alimentaires, de l'imprimerie, de la récupération d'automobiles et du commerce de gros de pièces métalliques.
Une école cantonale d'orthophonie (ancienne institution pour sourds-muets, créée en 1890 dans le château), une école spéciale (au Mätteli, depuis 1967) et la clinique psychiatrique privée Wyss (depuis 1845), qui ont toutes une importance dépassant le cadre régional, se trouvent également sur le territoire de la commune.

## Transports
Münchenbuchsee est proche des autoroutes A1 et A6.
Elle comporte une gare CFF depuis 1857 et une gare RBS depuis 1916.

## Histoire[6]
Au XIIe siècle, le territoire de Münchenbuchsee appartenait aux barons de Buhse. En 1180, Conon de Buhse l'offre aux chevaliers de l'ordre de Saint-Jean après avoir fait le pèlerinage de Jérusalem. Par la suite, l'hôpital est transformé en commanderie. Celle-ci a toujours eu un faible effectif. Lors de la Réforme en 1528, le commandeur Peter von Englisberg appuya la sécularisation et reçut de Berne le château de Bremgarten pour y établir son domicile. La commanderie devint alors le bailliage de Münchenbuchsee : le bâtiment de la commanderie fut transformée en cure et le bâtiment conventuel et ses annexes en greniers. Le bailliage fut supprimé en 1798 et son territoire attribué en 1803 au district de Fraubrunnen.
L'exploitation des tourbières (jusqu'en 1956) nécessita en 1780 l'abaissement du lit de l'Urtenen. Commencé la même année, l'assainissement des marais se poursuivit en 1855-1856 par l'abaissement du niveau du Moossee et en 1917-1920 par un drainage et un remaniement parcellaire.
Un grave incendie détruit une partie du village en 1770.
Aux XIXe et XXe siècles, le tracé des axes de circulation provoqua des changements dans l'aspect de la localité et dans sa structure économique, en la liant plus étroitement à Berne.
Münchenbuchsee a hébergé le premier émetteur radio de Suisse (Émetteur radio de Münchenbuchsee (de)) de 1922, à 1981.
Depuis le 1er janvier 2023, la commune de Diemerswil a rejoint celle de Münchenbuchsee.

## Patrimoine
- Église de Münchenbuchsee (de)
- Ancienne commanderie de Münchenbuchsee (de)
- Château de Münchenbuchsee (de)
- Hofwil
- Temple mormon de Berne

Voir également la Liste des constructions présentant un intérêt historique ou architectural à Münchenbuchsee (de).

## Personnalités
- Philipp Emanuel von Fellenberg (1771-1844), pédagogue et agronome
- Eline Biarga (1877-1947), chanteuse lyrique
- Paul Klee (1879-1940), peintre
- Stephan Eicher (1960-), chanteur